# Elaver orvillei
Elaver orvillei là một loài nhện trong họ Clubionidae.
Loài này thuộc chi Elaver. Elaver orvillei được Arthur Merton Chickering miêu tả năm 1937.